# Duinvilla
De duinvilla (Villa modesta) is een vliegensoort uit de familie van de wolzwevers (Bombyliidae). De wetenschappelijke naam van de soort werd gepubliceerd in 1820 door Meigen.

## Biologie
De duinvilla komt, zoals de naam al zegt, voor in duingebieden. Het eileggedrag lijkt op dat van Bombylius-soorten. De volwassen vrouwtjes vliegen laag over de grond op zoek naar een nest. Als ze een nest gevonden hebben, blijven ze zweven en schieten met een slingerbeweging een ei richting het nestgat. 

Villa modesta schiet een ei (animatie 6 maal vertraagd)

 Voordat een ei kan worden weggeschoten, moet de vlieg eerst de achterlijfspunt door los fijn zand wrijven om later het ei met zand te kunnen bepoederen. 

Duinvilla neemt zand op (animatie 2 maal vertraagd)

 De mannetjes hebben twee tactieken om een vrouwtje te bemachtigen. Ze kunnen zittend in het zand wachten tot
een vrouwtje langs komt om dat vrouwtje dan te overmeesteren. De mannetjes kunnen ook actief op zoek gaan naar vrouwtjes, waarbij dan een baltsritueel kan voorkomen.